# Indischer Rossharnisch
Ein Indischer Rossharnisch ist eine Schutzwaffe aus Indien.

## Beschreibung
Ein Indischer Rossharnisch besteht in der Regel aus Metall, Leder und Stoffen.
Ein Indischer Rossharnisch besteht aus drei Teilen, Seitenteile und eine Rossstirn und ist aus kleinen Metallplättchen gefertigt, die untereinander, überlappend verbunden sind. Die Metallplättchen werden auf eine Unterlage aus dickem Stoff genäht oder genietet. Die sichtbaren Stoffteile werden mit Stahlnieten oder Rosetten aus Messing verziert. Die Rossstirn besteht aus dickem Leder und ist mit Stoff gepolstert. Bei anderen Versionen besteht die Rossstirn aus Eisen oder Stahl. Die Oberfläche ist mit Nieten und anderen Metallteilen verziert. Manche Versionen besitzen eine Rossstirn, die in der Form eines Elefanten geformt sind. Der Rüssel besteht aus länglichen Panzerplättchen, die vom oberen zum unteren Ende hin schmaler werden und so die Form des Rüssels bilden. Die Stoßzähne bestehen aus Stahl. Die indische Version des Rossharnisch ist fast identisch mit dem türkischen Rossharnisch. Dies rührt daher, das indische und persische Entwicklungen jeweils in dem anderen Land ebenfalls verwendet wurden. Jedoch sind bei anderen Versionen der indischen Rossharnische die Platten und Lamellen größer als bei den türkischen- und persischen Gegenstücken (siehe Weblink).